# 羅馬王國
罗马王国（拉丁語：Regnum Romanum）是指前753年到前509年这一时期的古罗马，此时的罗马是一个部落，尚未建立共和国。
罗马王国时期，氏族部落组织尚完整存在，统治阶层包括王、元老院、人民大会。王是由选举产生的，元老院相当于王的顾问团，开始是100人，成员都是贵族，由王指定。
和许多其他同时代的意大利城邦国家不同，罗马的君主制不完全是世袭的。当一个王去世时，罗马就进入了空位时期，此时的罗马暂时由一名临时执政者统治，临时执政者将有权提名下一位王的人选。临时执政者由元老院提名，任期不确定。一旦临时执政者找到了一个王的候选人，他要将这个人选提交给区会议，一个人民的大会。如果这个人选被区会议通过，元老院将批准这个投票。从理论上來讲，人民选举出了他们国王，但实际上整个过程被元老院掌控着。

## 历史

### 罗马的创立
根據羅馬傳說，羅慕路斯與雷穆斯的外公努米托爾及其兄弟阿穆利烏斯是從特洛伊逃出來的埃涅阿斯的後代。努米托爾當上阿爾巴朗格國王後不久，其王位被阿穆利烏斯篡奪，阿穆利烏斯強迫努米托爾的女兒雷亞·西爾維亞成為一個維斯塔貞女以防止其有後代。但是，戰神瑪爾斯來到雷亞·西爾維亞所在的維斯塔廟裡和她交媾，雷亞·西爾維亞生下了羅穆路斯和雷慕斯。阿穆利烏斯下令將西爾維亞活埋，將雙胞胎拋棄到郊外，但雙胞胎被一頭母狼給養活了下來。後來阿穆利烏斯的一名牧羊人浮士德勒發現了兄弟倆並將他們帶回家，浮士德勒和他的妻子阿卡·勞倫緹雅將他們帶大。兄弟倆長大後殺回了阿穆利烏斯，讓其外公恢復了阿爾巴朗格的王位。
阿穆利乌斯死后市内的情况逐渐稳定，市民要求罗穆路斯和雷慕斯做国王，但他们拒绝了，因为他们的外公努米托尔还在世，他们决定只要他们的外公努米托尔在世他们就不在市内生活，这样努米特重获其国王的地位。兄弟俩决定在别处建立自己的城市，不过在他们离开阿尔巴隆加之前他们还带走了所有的难民和逃走的奴隶，以及所有想要重新起步的人。兄弟俩后来产生了争吵，罗穆路斯将雷慕斯杀死并建立了以自己的名字命名的城市——罗马，罗穆路斯成为罗马的第一任国王，罗马王国正式成立，这一年被后来的历史学家认为是公元前753年。

### 罗穆路斯时期
罗马王国成立后，罗马聚集了许多外来人，但是只有少数是女人，罗慕路斯决定必须使罗马的女人的数目增加，他举办了一个巨大的宴会并邀请邻近的萨宾人作为宾客参加。许多萨宾人来了，而且还带来了他们的女儿，罗马人在宴会中绑架了萨宾人的女儿，但是允许萨宾人男人逃离，约700名萨宾人妇女被俘和被带回罗马。后来萨宾人派兵来攻打罗马，就在罗马人和萨宾人作战时，被劫走的萨宾人女孩从罗马市内冲出来，奔向她们的丈夫和父亲兄弟，两军被这个景象惊呆了，他们为妇女们让位。萨宾妇女们恳求她们的罗马人丈夫和萨宾人父亲和兄弟接受对方，组成同一个民族，两军均被感动，這便造就了日後雙方的融合。

### 图路斯·荷提里乌斯时期

公元前800年至公元前500年时亚平宁半岛上各民族的分布。

在图路斯·荷提里乌斯当王的时代，罗马和毗连的城镇阿尔巴朗格经常打仗，使得老百姓饱受困苦。罗马国王图路斯·荷提里乌斯和阿尔巴朗格的国王麦提乌斯·弗费提乌斯下决心要停止斗争，但是为了决定哪个城市的国王得到最高地位，麦提乌斯·弗费提乌斯提出了这样一个办法：让几个士兵搏斗，哪个城市的士兵获得胜利，那个城市的国王将成为最高君主。
恰好，罗马和阿尔巴朗格两个地方各有一对三胞胎，而且罗马的三胞胎（来自豪拉提乌斯家族）和阿尔巴朗格的三胞胎（来自库里提乌斯家族）同时出生。因此，罗马国王图路斯·荷提里乌斯和阿尔巴朗格的国王麦提乌斯·弗费提乌斯选了这两对三胞胎作为各自城市的代表。
比赛开始不久，两个来自罗马的成员已经死了，幸存的那个成员幸亏没有受伤，而阿尔巴朗格的库里提乌斯三兄弟一个也没有死但各个受不同程度的伤。幸存的豪拉提乌斯装作逃亡，阿尔巴朗格的库里提乌斯兄弟中了他的计追赶他，但因为他们受不同的伤，有的跑得快，有的跑得慢，他们无法同时赶上豪拉提乌斯。因此豪拉提乌斯不必一对三和他们鬥，他分开和每一个打仗，把他们逐一杀掉。
这样，罗马获得了胜利，图路斯·荷提里乌斯成为阿尔巴朗格的君主。

### 安库斯·玛尔提乌斯时期

公元前400年时亚平宁半岛上各民族的分布，和公元前800年至公元前500年时亚平宁半岛相比，亚平宁半岛上的部分民族已经被罗马人征服与同化。

图路斯·荷提里乌斯去世后，安库斯·玛尔提乌斯成为罗马国王，他是一个萨宾人，是罗马第二代国王努玛·庞皮里乌斯的外孙。安库斯·玛尔提乌斯在位期间，罗马首次在台伯河上筑起桥梁，并征服台伯河口的奥斯提亚，罗马首次将触角伸向地中海。

### 卢基乌斯·塔奎尼乌斯·布里斯库斯时期
卢基乌斯·塔奎尼乌斯·布里斯库斯是一个伊特鲁里亚人，他凭借担任前一任罗马国王安库斯·玛尔提乌斯的王子的监护人的身份在老国王死后夺取王位。卢基乌斯·塔奎尼乌斯·布里斯库斯在位期间创设了罗马竞技会并修建了罗马城墙。

### 塞尔维乌斯·图利乌斯时期
塞尔维乌斯·图利乌斯也是一个伊特鲁里亚人，他在统治时期推行了改革，改革内容包括：
- 将能服兵役的公民按财产划分为5个等级，每个等级提供数目不等的军事百人队， 共计193个百人队。
- 创立百人队会议，取代了区会议的宣战、选举、审判权力。193个百人队均有一票表决权。
- 把氏族部落按地区划分为4个。

塞尔维乌斯·图利乌斯的改革完成了古罗马由氏族制向国家的过渡，塞尔维乌斯·图利乌斯后来被自己的女婿卢基乌斯·塔奎尼乌斯·苏培布斯杀死，卢基乌斯·塔奎尼乌斯·苏培布斯成为了罗马国王。

### 卢基乌斯·塔奎尼乌斯·苏培布斯时期
卢基乌斯·塔奎尼乌斯·苏培布斯也是一个伊特鲁里亚人，他当政后暴虐无道。公元前509年他的儿子因为强奸卢基乌斯·塔奎尼乌斯·科拉弟努斯的妻子卢克莱西娅而被罗马平民驱逐出罗马，为首的人是卢基乌斯·尤尼乌斯·布鲁图斯，塞尔维乌斯·图利乌斯的儿子。
罗马人民决定不再实行国王制，而是选出两名行政官（后改名为执政官）来治理国家，任期一年。第一任执政官是卢基乌斯·尤尼乌斯·布鲁图斯和卢基乌斯·塔奎尼乌斯·科拉弟努斯，罗马共和国成立。

## 政治
罗马王国的国王由于拥有指挥权（拉丁語：Imperium），他具有最高的行政、司法、军事权力。同时区会议（后来由百人队会议）具有最高的立法权。

### 国王
罗马王政时代7个国王中前4位王是罗马人公社的军事首领，后3位王是塔奎尼乌斯王朝的君主。
| 王名                           | 原文                       | 在位             | 民族         |
| ------------------------------ | -------------------------- | ---------------- | ------------ |
| 罗穆卢斯                       | Romulus                    | 前753年－前716年 | 拉丁人       |
| 努玛·庞皮里乌斯                | Numa Pompilius             | 前717年－前673年 | 萨宾人       |
| 图路斯·荷提里乌斯              | Tullus Hostilius           | 前672年－前641年 | 拉丁人       |
| 安库斯·玛尔提乌斯              | Ancus Marcius              | 前641年－前616年 | 萨宾人       |
| 卢基乌斯·塔奎尼乌斯·布里斯库斯 | Lucius Tarquinius Priscus  | 前616年－前575年 | 伊特鲁里亚人 |
| 塞尔维乌斯·图利乌斯            | Servius Tullius            | 前575年－前535年 | 伊特鲁里亚人 |
| 卢基乌斯·塔奎尼乌斯·苏培布斯   | Lucius Tarquinius Superbus | 前535年－前509年 | 伊特鲁里亚人 |

### 立法机关
在前五位国王时期，罗马王国的最主要立法部门为区会议，从第六任国王塞尔维乌斯·图利乌斯开始，罗马王国的最主要立法部门变为百人队会议。